# Riznia
Riznia (ukr. Різня, hist. pol. Ryznia) – wieś na Ukrainie, w obwodzie żytomierskim, w rejonie korosteńskim, w hromadzie Malin. W 2001 liczyła 279 mieszkańców, spośród których 275 wskazało jako ojczysty język ukraiński, 2 rosyjski, a 2 mołdawski.

## Urodzeni
- Zofia Stankiewicz